# Östersunds kommunblock
Östersunds kommunblock var ett tidigare kommunblock i Jämtlands län.

## Administrativ historik
Den 1 januari 1964 grupperades Sveriges 1006 dåvarande kommuner i 282 kommunblock som en förberedelse inför kommunreformen 1971. Östersunds kommunblock bildades då av Östersunds stad, Frösö köping, Brunflo landskommun samt delar av landskommunerna Hackås (Näs och Sunne församlingar) och Hallen (Marby och Norderö församlingar). Kommunblocket hade vid bildandet 42 830 invånare.
1967 delades kommunblocken in i A-regioner och Östersunds kommunblock kom då att tillhöra Östersund a-region.
1968 överfördes Lits landskommun från Lits kommunblock till Östersunds kommunblock.
1970 överfördes en del av Hallens landskommun (Marby församling) från Östersunds kommunblock till Järpens kommunblock.
1971 bildades "blockkommunen" Östersund av kommunerna i området och 1974 upplöstes kommunblocket.